# Angol labdarúgó-bajnokság (harmadosztály – dél)
A Football League Third Division South egy már megszűnt angol labdarúgó-bajnokság, amelyet 1921-ben alapítottak, és 1958-ban szűnt meg, és a harmadosztálynak felelt meg. A liga párhuzamosan futott a harmadosztály északi csoportjával.
A 2 bajnokság létrejötte előtt és után is a harmadosztály nem volt csoportokra osztva.
Mivel a bajnokságból csak egy csapat juthatott fel a másodosztályba, sok csapat rengeteg időt töltött el ebben az osztályban, páran pedig a 37 év alatt egyszer sem jutottak fel. A bajnokságban eredetileg 22 csapat vett részt, amely 1950-ben 24-re bővült.

## A győztesek
| Season  | Champions                                      |
| ------- | ---------------------------------------------- |
| 1921-22 | Southampton                                    |
| 1922-23 | Bristol City                                   |
| 1923-24 | Portsmouth                                     |
| 1924-25 | Swansea Town                                   |
| 1925-26 | Reading                                        |
| 1926-27 | Bristol City                                   |
| 1927-28 | Millwall                                       |
| 1928-29 | Charlton Athletic                              |
| 1929-30 | Plymouth Argyle                                |
| 1930-31 | Notts County                                   |
| 1931-32 | Fulham                                         |
| 1932-33 | Brentford                                      |
| 1933-34 | Norwich City                                   |
| 1934-35 | Charlton Athletic                              |
| 1935-36 | Coventry City                                  |
| 1936-37 | Luton Town                                     |
| 1937-38 | Millwall                                       |
| 1938-39 | Newport County                                 |
| 1939-40 | Nem rendezték meg a második világháború miatt. |
| 1940-46 | Nem rendezték meg a második világháború miatt. |
| 1946-47 | Cardiff City                                   |
| 1947-48 | Queens Park Rangers                            |
| 1948-49 | Swansea Town                                   |
| 1949-50 | Notts County                                   |
| 1950-51 | Nottingham Forest                              |
| 1951-52 | Plymouth Argyle                                |
| 1952-53 | Bristol Rovers                                 |
| 1953-54 | Ipswich Town                                   |
| 1954-55 | Bristol City                                   |
| 1955-56 | Leyton Orient                                  |
| 1956-57 | Ipswich Town                                   |
| 1957-58 | Brighton & Hove Albion                         |